# جورج غريم
جورج غريم (بالبرتغالية: Georg Grimm‏) هو رسام برازيلي، ولد في 22 أبريل 1846 في إمنشتات في ألمانيا، وتوفي في 18 ديسمبر 1887 في باليرمو في إيطاليا.